# Области Восточной Малайзии

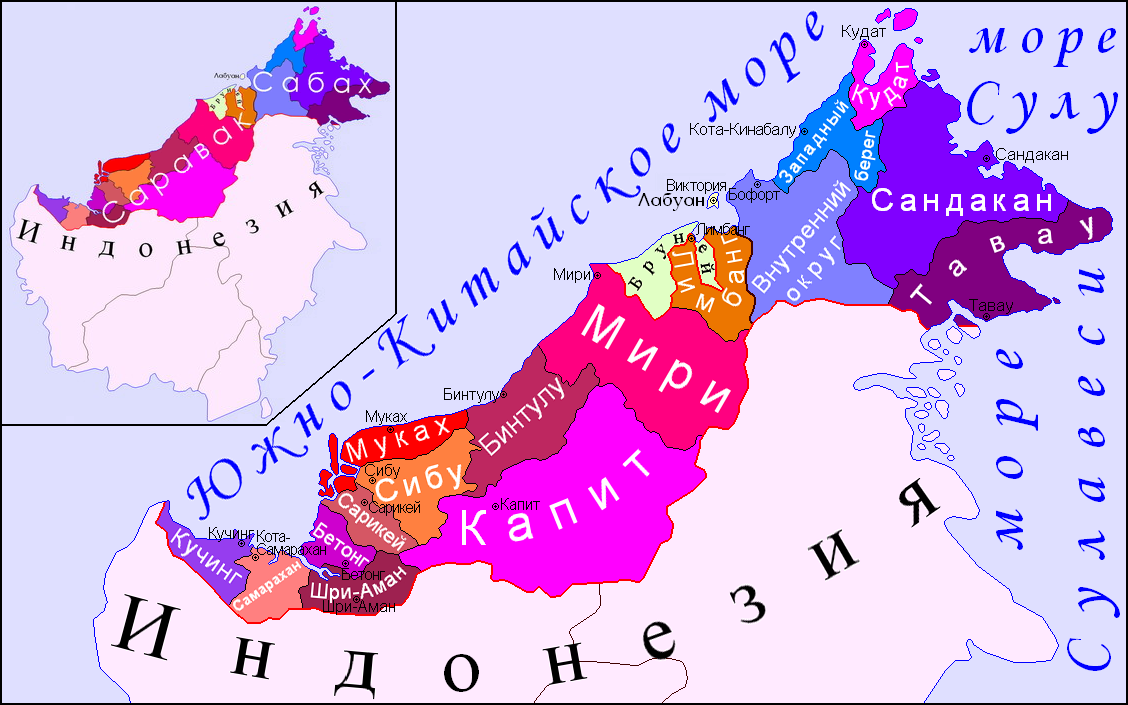
Области Восточной Малайзии

Штаты Малайзии, находящиеся в северной части острова Калимантан (Восточная Малайзия), делятся на области (малайск. Bahagian, англ. Divisions). Эти области, в свою очередь, делятся на округа (в отличие от Западной Малайзии, где округа подчиняются непосредственно штатам).

## ОбластиСабаха
- Западный берег (область)
- Внутренняя область
- Кудат (область)
- Сандакан (область)
- Тавау (область)

## ОбластиСаравака
- Бетонг (область)
- Бинтулу (область)
- Капит (область)
- Кучинг (область)
- Лимбанг (область)
- Мири (область)
- Муках (область)
- Самарахан (область)
- Сарикей (область)
- Сибу (область)
- Сри Аман (область)